# Wiktor Żylcow
Wiktor Wasiljewicz Żylcow, ros. Виктор Васильевич Жильцов (ur. 1925 w Moskwie, Rosyjska FSRR, zm. ?, Rosja) – rosyjski piłkarz i trener piłkarski.

## Kariera piłkarska
Od 1948 do 1955 występował w wojskowej drużynie DO Chabarowsk, który potem zmienił nazwę na OBO Chabarowsk.

## Kariera trenerska
Karierę szkoleniowca rozpoczął po zakończeniu kariery piłkarza. Najpierw od 1955 do 1957 uczył się. W 1957 pomagał trenować SKWO Chabarowsk. Następnie prowadził chabarowski klub. 22 lipca 1960 objął prowadzenie klubu Kołhospnyk Połtawa, którym kierował do lipca 1964. W 1965 stał na czele Zirki Kirowohrad. W 1966 powrócił do połtawskiego klubu, który już nazywał się Kołos Połtawa. W 1967 został mianowany na stanowisko głównego trenera Desny Czernihów, którym kierował do sierpnia 1967 roku. Potem trenował Wułkan Pietropawłowsk Kamczacki.